# 霍夫曼斯 (紐約州)
霍夫曼斯（英語：Hoffmans）是位於美國紐約州斯克內克塔迪縣的非建制地區。

## 歷史
霍夫曼斯的郵局於1838年設立，其後於1975年停運。

## 地理
霍夫曼斯所處的海拔為高於海平面81米（即266英呎），而該地所採用的時區為UTC-5，即北美东部时区（EST）。同時該地設有夏令時間，為UTC-5調快一小時，即UTC-4（EDT）。